# Arruns de Clusium
Pour les articles homonymes, voir Arruns.
Arruns de Clusium est un personnage très probablement légendaire associé à l'épisode historique de l'attaque de la ville étrusque de Clusium (aujourd'hui Chiusi) par les Gaulois Sénons et leurs alliés, sous la conduite de Brennus, avant la prise de Rome par ces mêmes Gaulois (390 av. J.-C.).

## Histoire d'Arruns de Clusium
L'épisode, quelque peu romanesque, est raconté par Denys d'Halicarnasse. On le trouve aussi, un peu moins détaillé, chez Tite-Live. Chez Plutarque, l'histoire d'Arruns n'est pas reliée à Clusium et se rattache à des mouvements de peuples gaulois vers l'Italie du nord antérieurs au IVe siècle av. J.-C.
Arruns a été le tuteur irréprochable d'un jeune aristocrate clusinien du nom de Lucumon ; plus tard, Lucumon a séduit la femme d'Arruns. Arruns ne peut s'en prendre directement à Lucumon, qui appartient à une des grandes familles de la ville, et sa colère se tourne contre sa cité elle-même. Il décide de faire appel aux Gaulois pour se venger : il se rend en Gaule avec du vin – et aussi, selon Denys d'Halicarnasse, de l'huile d'olive et des figues – ; les Gaulois ne connaissaient pas le vin et le plaisir qu'ils y découvrent les incite à envahir l'Italie. Arruns les guide à travers les Alpes et les mène jusqu'à Clusium.

## Interprétation
Les historiens modernes ne croient pas au caractère historique de cette légende ; l'interprétation vise donc à expliquer comment elle s'est construite et quelle est sa signification. Certains de ces historiens pensent que l'épisode rend compte de conflits politiques internes à la cité de Clusium, à l'occasion desquels l'un des partis en présence aurait fait appel à des Gaulois, peut-être des mercenaires. D'autres considèrent qu'il s'agit d'un motif plus général, peut-être lié à l'histoire du commerce transalpin en général, et du vin en particulier, qui ne se serait fixé à Clusium que tardivement. Parmi les premiers, Jacques Heurgon et Jean Gagé y voient une histoire qui a été élaborée en milieu étrusque, d'où elle serait passée dans l'annalistique romaine. Mais la plupart des historiens estiment qu'il s'agit d'une construction romaine, comme Andreas Alföldi, qui pense qu'elle correspond à la manière de l'annaliste Fabius Pictor.
Beaucoup d'historiens anciens qui ont abordé les événements qui ont mené à la prise de Rome par les Gaulois ont cherché à expliquer pourquoi ceux-ci ont traversé les Alpes ; seuls trois d'entre eux mentionnent Arruns. Tite-Live d'ailleurs n'accorde pas beaucoup de crédit à cette tradition, sans la rejeter complètement, et précise que les Gaulois qui ont attaqué Clusium étaient principalement des Sénons, installés depuis longtemps en Italie. Selon Polybe, ce sont les beautés du pays (τὸ ϰάλλος τῆς χώρας) qui attirent les Gaulois en Italie, tandis que, pour Appien, il s'agit d'un problème de surpopulation (διὰ τὸ πλῆθος) en Gaule. Justin attribue la migration à des dissensions internes chez les Gaulois et Diodore, sans expliquer l'origine de l'invasion, dit que les Sénons ont attaqué Clusium parce qu'ils ne supportaient pas le climat trop chaud de la région où ils s'étaient installés après leur arrivée en Italie. Enfin, Pline l'Ancien donne, à propos de l'expansion gauloise en Italie, une explication qui reprend le thème de la convoitise pour les productions méditerranéennes en l'associant à une histoire, différente de celle d'Arruns, mais qui présente quelques traits communs : un Helvète, du nom d'Hélicon, établi comme forgeron à Rome, serait rentré chez lui en apportant des figues sèches, du raisin et de quoi faire de l'huile et du vin, ce qui aurait amené ses compatriotes à se lancer dans une guerre pour se procurer ces denrées.

## Sources anciennes
Auteurs mentionnant l'histoire d'Arruns de Clusium
- Denys d'Halicarnasse, Antiquités romaines, XIII, 7 et suiv.
- Plutarque, Vie de Camille, 15 et suiv.
- Tite-Live, Histoire romaine, V, 33 et suiv.

Auteurs qui ne mentionnent pas Arruns de Clusium dans le récit de la descente des Gaulois en Italie
- Appien, Histoire romaine, IV, fr. 2-8.
- Diodore de Sicile, Bibliothèque historique, XIV, 113 et suiv.
- Justin, Histoires philippiques, XX, 5, 7.
- Pline l'Ancien, Histoire naturelle, XII, 5.
- Polybe, Histoires, I, 6 ; II, 17 et suiv.